# Flankenfahrt

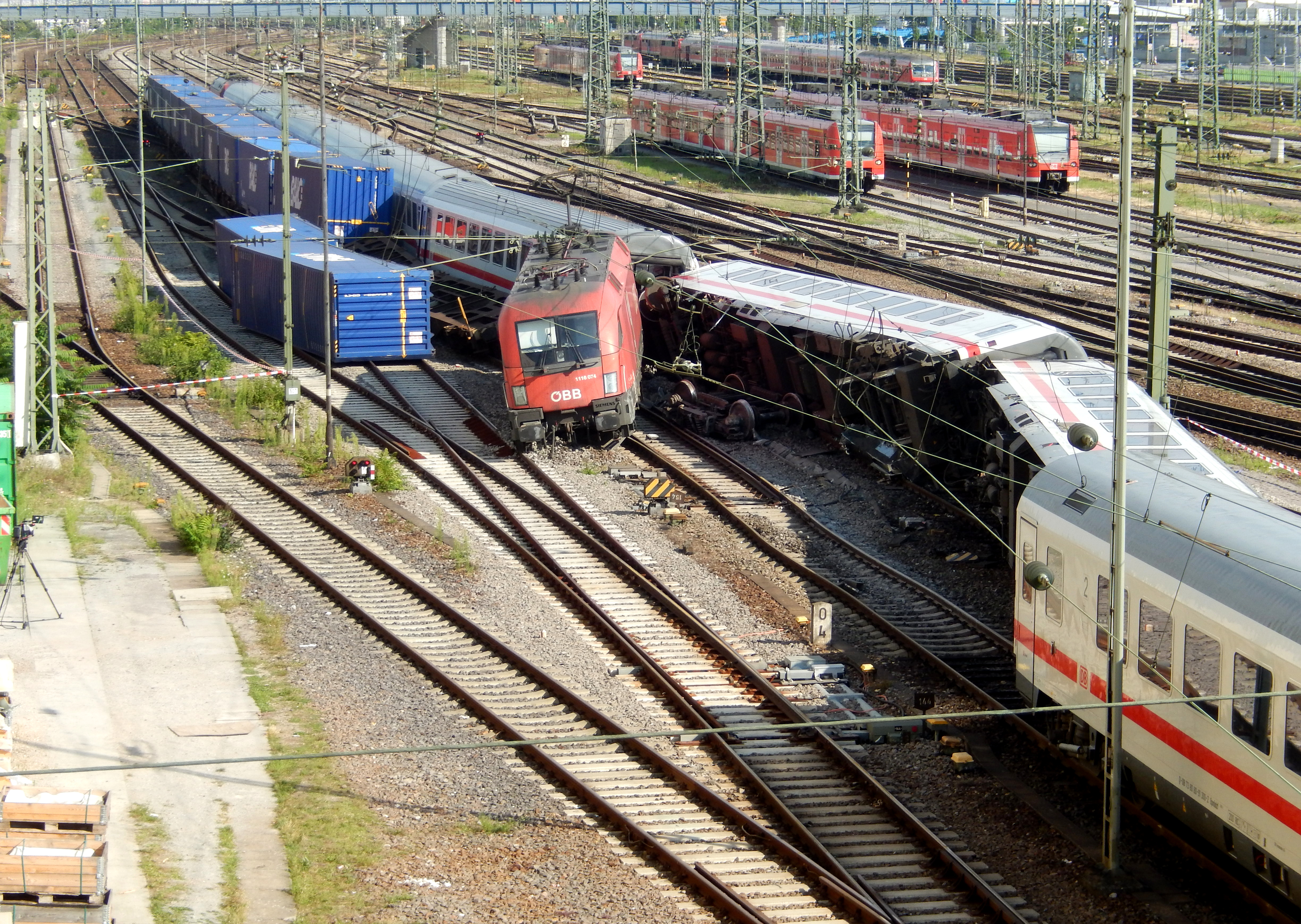
Flankenfahrt im Mannheimer Hauptbahnhof (2014): Hier fuhr ein Güterzug mit einer Lokomotive der Baureihe Siemens ES64U2 einem EuroCity in die Flanke. Wenn zwei Züge dieselbe Weiche stumpf über das Grenzzeichen hinaus befahren, kommt es zwangsläufig zu einer Flankenfahrt.

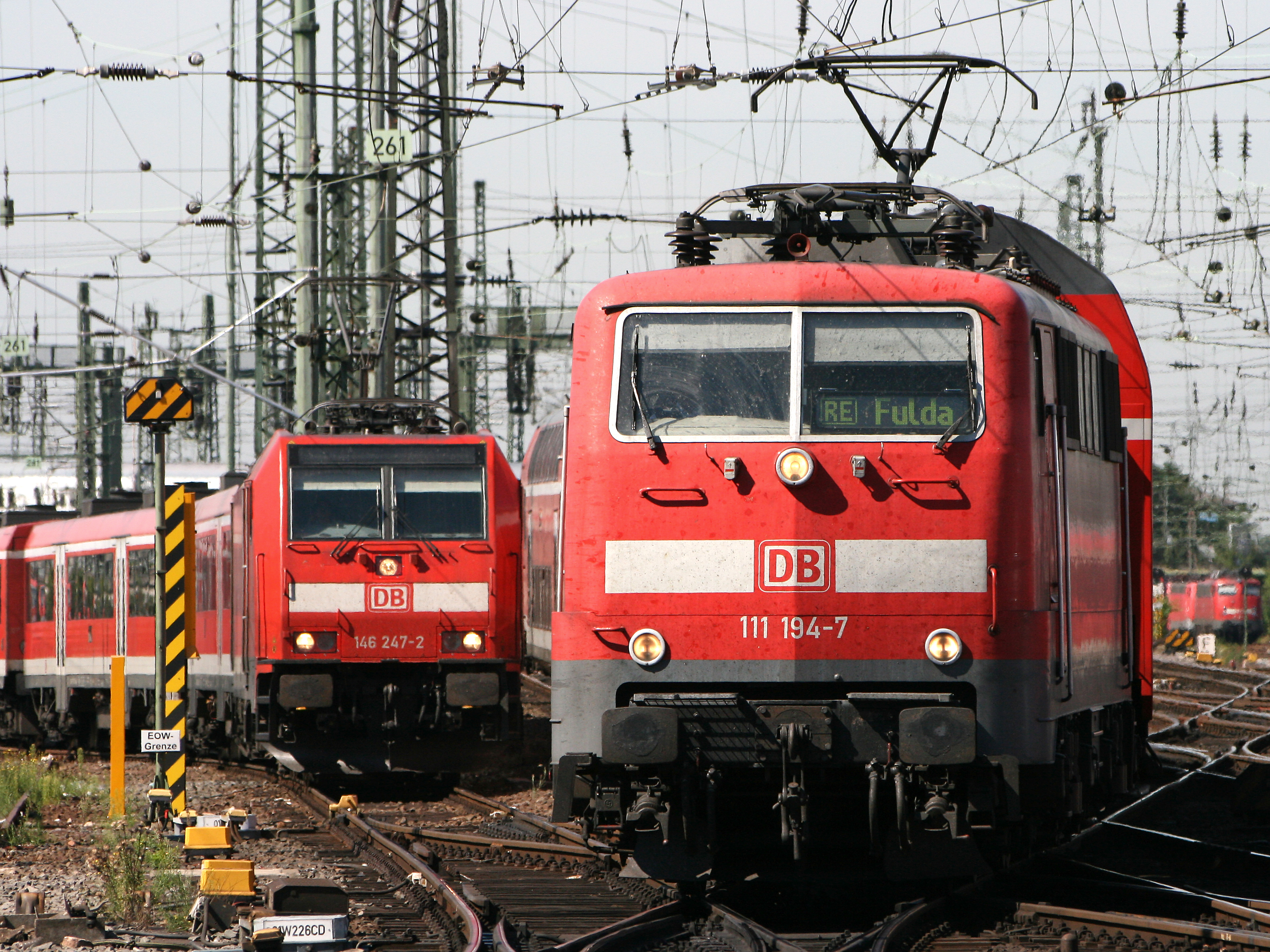
Durch eine Gleissperre (in gelber Farbe direkt auf dem Schienenkopf zu erkennen) ist gesichert, dass die hintere Rangierfahrt dem vorderen Zug nicht „in die Flanke fährt“.

Flankenfahrt ist ein Begriff der Signaltechnik für die Gefahr, dass ein Fahrzeug mit einem anderen seitlich zusammenstößt, ihm „in die Flanke“ fährt. Ursache für eine Flankenfahrt im Straßenverkehr ist in der Regel das Nichtbeachten der Vorfahrtsregeln oder einer Lichtsignalanlage (ugs. „Ampel“). Beim Eisenbahnbetrieb muss in Deutschland nach den gesetzlichen Vorgaben der Eisenbahn-Bau- und Betriebsordnung und den darauf aufbauenden Regelwerken der Deutschen Bahn, deren Einhaltung auch durch das EBA überwacht wird, schon die Gefahr einer Flankenfahrt ausgeschlossen werden. Bei höheren Regelgeschwindigkeiten muss dies wegen der langen Bremswege sogar technisch sichergestellt und nachgewiesen werden.
Im Eisenbahnwesen verwendet man diesen Begriff im engeren Sinne, wenn an einer Stelle, an der in einer Weiche oder Gleiskreuzung zwei Gleise zusammenlaufen, zwei Eisenbahnfahrzeuge zusammenstoßen. In der Stellwerkstechnik wird im weiteren Sinne schon ein Befahren eines Gleisabschnittes im Flankenschutzraum als Flankenfahrt bezeichnet – wenn also eine (folgende) Flankenfahrt im engeren Sinne nicht ausgeschlossen werden kann.
Ursache kann bei ungenutzter Fahrstraße eine falsch gestellte Weiche oder ein irrtümlich freigegebenes Signal sein. Fahrstraßen sind durch Flankenschutzeinrichtungen wie Schutzweichen in abweisender Stellung, aufliegende Gleissperren, „Halt“ gebietende Signale gesichert (unmittelbarer Flankenschutz). Wo nur Haltsignale vorhanden sind, müssen besondere betriebliche Schutzmaßnahmen wie Ablaufverbot, Rangierverbote, besondere Sicherung abgestellter Fahrzeuge in betrieblichen Unterlagen vorgegeben sein (mittelbarer Flankenschutz). In modernen Stellwerken sind auch Rangierfahrten weitgehend gegen Flankenfahrten geschützt. Dem Überfahren eines flankenschutzgebietenden Haltsignals geht in der Regel eine Missachtung einer vorgenannten betrieblichen Schutzmaßnahme voraus.
Beim Rangieren von Eisenbahnfahrzeugen signalisiert das Grenzzeichen den Eisenbahnern, wie weit bei zusammenlaufenden Gleisen, etwa bei einer Weiche, die Gleise besetzt sein dürfen, damit es zu keiner Flankenfahrt kommt.
Eine Flankenfahrt ereignete sich beispielsweise am 26. September 1908 am Gleisdreieck in Berlin, woraufhin einer der Triebwagen von der Hochbahn stürzte. Der Unfall hatte 18 Tote und 21 Schwerverletzte zur Folge. Das Dreieck wurde daher 1912 zu einem Turmbahnhof umgebaut. Im Bahnhof des französischen Melun ereignete sich am 4. November 1913 eine Flankenfahrt mit mindestens 40 Toten, eine weitere am 24. Oktober 1919 im schlesischen Kranowitz mit 25 bis 60 Toten.
Mit der weiteren Entwicklung nach dem Zweiten Weltkrieg und der Beseitigung der gravierendsten Kriegszerstörungen wurden mit einer verbesserten Signal- und Stellwerkstechnik deren Möglichkeiten für die Sicherung des Eisenbahnverkehrs immer weiter genutzt. Dennoch sind auch heute Flankenfahrten nicht vollkommen ausgeschlossen.